# STN (Datenbank)
STN (eigentlich: STN International) ist die Abkürzung für "The Scientific & Technical Information Network".
STN International ist ein Online-Service, der vom Fachinformationszentrum (FIZ) Karlsruhe und dem amerikanischen Chemical Abstracts Service (CAS), einer Division der American Chemical Society (ACS), gemeinsam betrieben und in Japan durch die Japan Association for International Chemical Information (JAICI) vertreten wird. 

## Angebotsspektrum
STN bietet ca. 200 Datenbanken mit wissenschaftlich-technischer Fachinformation zum patentrechtlichen Stand der Technik an (Chemie, Physik, Materialwissenschaften, Mathematik, Informatik, Geowissenschaften, Biowissenschaften, Patente). Die Retrievalfunktionen der Abfragesprache MESSENGER erlauben die Textsuche, die Recherche mit chemischen Strukturen und die Ausgabe graphischer Darstellungen. Darüber hinaus stehen Werkzeuge für die Analyse und Visualisierung der Suchergebnisse sowie zur Erstellung von Ergebnisreports zur Verfügung.
Der Zugang zur Originalliteratur ist durch die Verlinkung der Datenbank-Dokumente auf elektronisch verfügbare Volltexte internationaler Wissenschaftsverlage und Patentämter sowie zu FIZ Karlsruhes Volltextservice FIZ AutoDoc gesichert.
Ein Mittel, um auf die zur Verfügung stehenden Datenbanken zuzugreifen, stellt die webbasierte Oberfläche STN on the Web dar. Für Testrecherchen kann die Oberfläche STN Sneak Preview benutzt werden, welche einen kostenlosen Zugang zu insgesamt fünf Trainingsdatenbanken bietet.